# Ali Al-Hassan
Ali Al-Hassan (ur. 4 marca 1997) – saudyjski piłkarz grający na pozycji pomocnika w Al-Nassr oraz reprezentacji Arabii Saudyjskiej.

## Kariera klubowa
W 2018 dołączył do seniorskiego zespołu Al-Fateh, podpisując pięcioletni kontrakt.
5 października 2020 zawarł kontrakt z Al-Nassr.